# Katrin Röver
Katrin Röver (* 28. Dezember 1981 in Halle/Saale) ist eine deutsche Schauspielerin.

## Werdegang
Katrin Röver absolvierte von 1994 bis 2000 eine Gesangsausbildung am Konservatorium Georg Friedrich Händel, der Musikschule der Stadt Halle/Saale. Nach ihrem Abitur studierte sie zunächst am Institut für Sprechwissenschaft. Von 2005 bis 2009 absolvierte sie ein Schauspielstudium an der Hochschule für Schauspielkunst „Ernst Busch“ Berlin. Anschließend nahm sie zunächst für zwei Jahre ein festes Engagement am Düsseldorfer Schauspielhaus, von 2011 bis 2016 dann eins am Residenztheater (München) an. Seither ist sie als freie Schauspielerin tätig. Außerdem übt sie seit 2016 eine Lehrtätigkeit an der Bayerischen Theaterakademie August Everding aus.

## Filmografie (Auswahl)
- 2009: Kabale und Liebe (Regie: Andreas Kriegenburg)
- 2011: Eyjafjallajökull-Tam-Tam (Regie: Robert Lehniger)
- 2015: Call me God (Regie: Marius von Mayenburg)
- 2016: Dinky Sinky (Kino, Regie: Mareille Klein)
- 2016: Nie mehr wie es war (Regie: Johannes Fabrick)
- 2016: Hindafing (Fernsehserie, Regie: Boris Kunz)
- 2018: SOKO Leipzig (Fernsehserie, Folge: Aus Liebe)
- 2018: Großstadtrevier (Fernsehserie, Folge: Pauls Abschied)
- 2018: Gefangen – Der Fall K.
- 2019: Der König von Köln (Fernsehfilm)
- 2019: Morgen sind wir frei (Film, Regie: Hossein Pourseifi)
- 2020: Friesland: Aus dem Ruder (Fernsehreihe, Regie: Martina Plura)
- 2020: Tatort: Niemals ohne mich (Fernsehreihe, Regie: Nina Wolfrum)
- 2020: Fett und Fett (Fernsehserie, Startfolge: Alles okay)
- 2020: WaPo Bodensee (Fernsehserie, Folge: Gefährliche Liebe)
- 2021: WaPo Berlin (Fernsehserie, Folge: Das Krokodil im Badesee)
- 2021: Tatort: Dreams
- 2022: Tatort: Das Verhör
- 2023: SOKO Wismar (Fernsehserie, Folge: In Teufels Küche)
- 2023: Get Up
- 2023: Die zweite Welle (Fernsehserie, 6 Folgen)
- 2023: Oderbruch (Fernsehserie)
- 2024: Verbrannte Erde
- 2024: Zwei Erben sind einer zu viel (Fernsehfilm)
- 2025: Morden im Norden (Fernsehserie, Folge: Der tote Clown)
- 2025: Dr. Nice – Weiche Knie (Fernsehreihe)
- 2025: Mit der Faust in die Welt schlagen

## Theater (Auswahl)
- 2009/10: Düsseldorfer Schauspielhaus: Kabale und Liebe,[2] Minna von Barnhelm,[3] Ach, da bist Du ja,[4] Rechnitz (Der Würgeengel)[5]
- seit 2011: Residenztheater (München): u. a. Zur Mittagsstunde (als Ginger),[6] Call Me God,[7] Bunbury (als Gwendolen Fairfax),[8] Lola Montez (als Lola Montez),[9] Stiller (als Zahnarztgehilfin), Der Stein (als Stefanie),[10] Eine Familie (als Karen Weston), Das goldene Vlies (als Gora),[11] Antonius und Cleopatra (als Charmian), Drei Schwestern (als Natascha),[12] Kongress der Autodidakten (als Cordula Ahrends),[13] Lehman Brothers[14]

## Auszeichnungen
- 2008: Szenenpreis (gemeinsam mit Lena Zipp) für Elektra beim „19. Wettbewerb zur Förderung des Schauspielnachwuchses“ des BMBF[15]
- 2016: FIPRESCI-Preis für ihre Rolle in Dinky Sinky[16]